# Адвокатура в Турции
Адвокатура Турции — один из социально-правовых институтов Турецкой республики. Занимается защитой прав, свобод и интересов доверителя в суде.

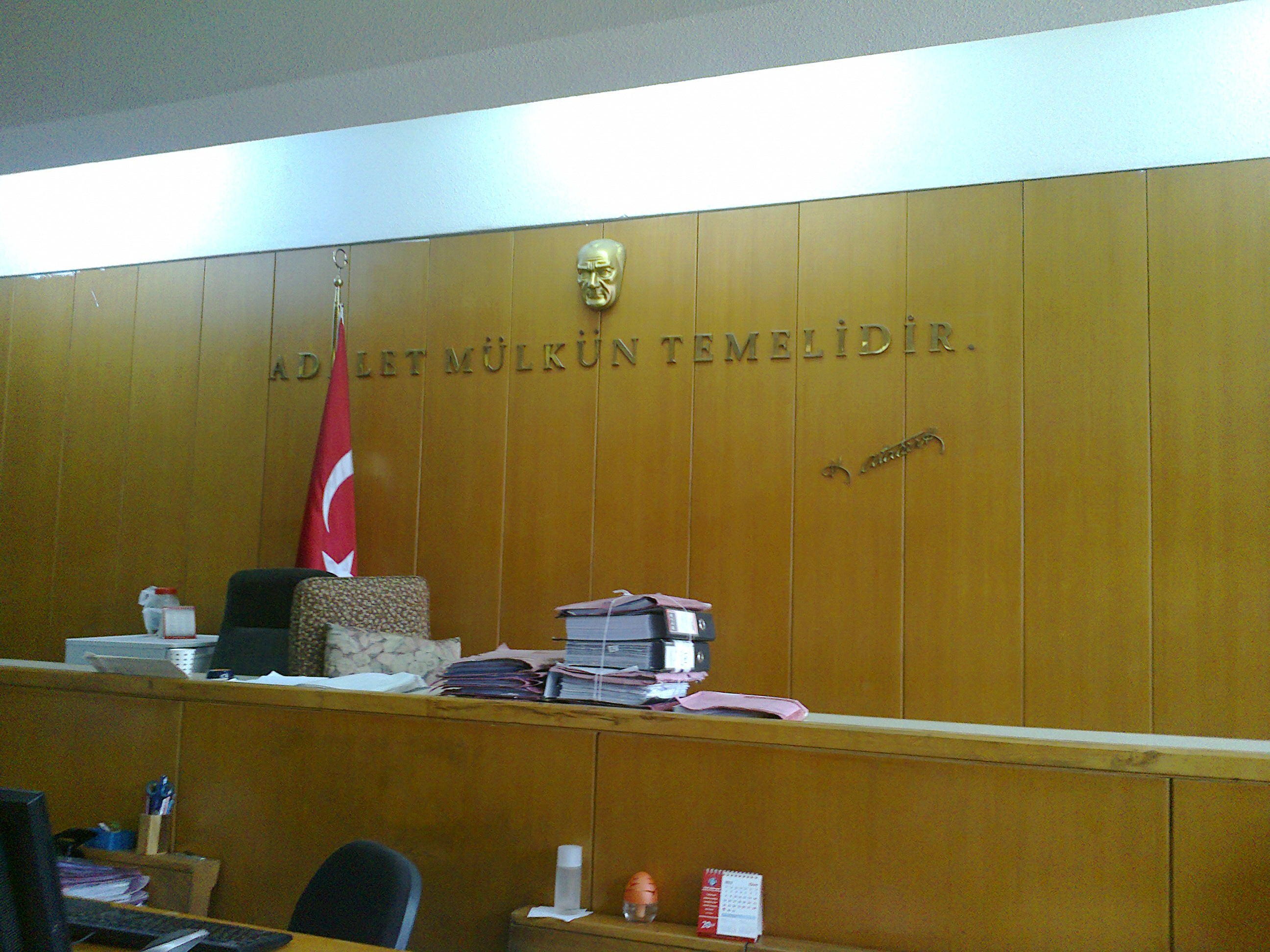
В залах судебного заседания в турецких судах принято размещать цитату Ататюрка Основа собственности – справедливость. Под собственностью понимается все на что человек имеет право, и это должно основыватся на совести и справедливости.

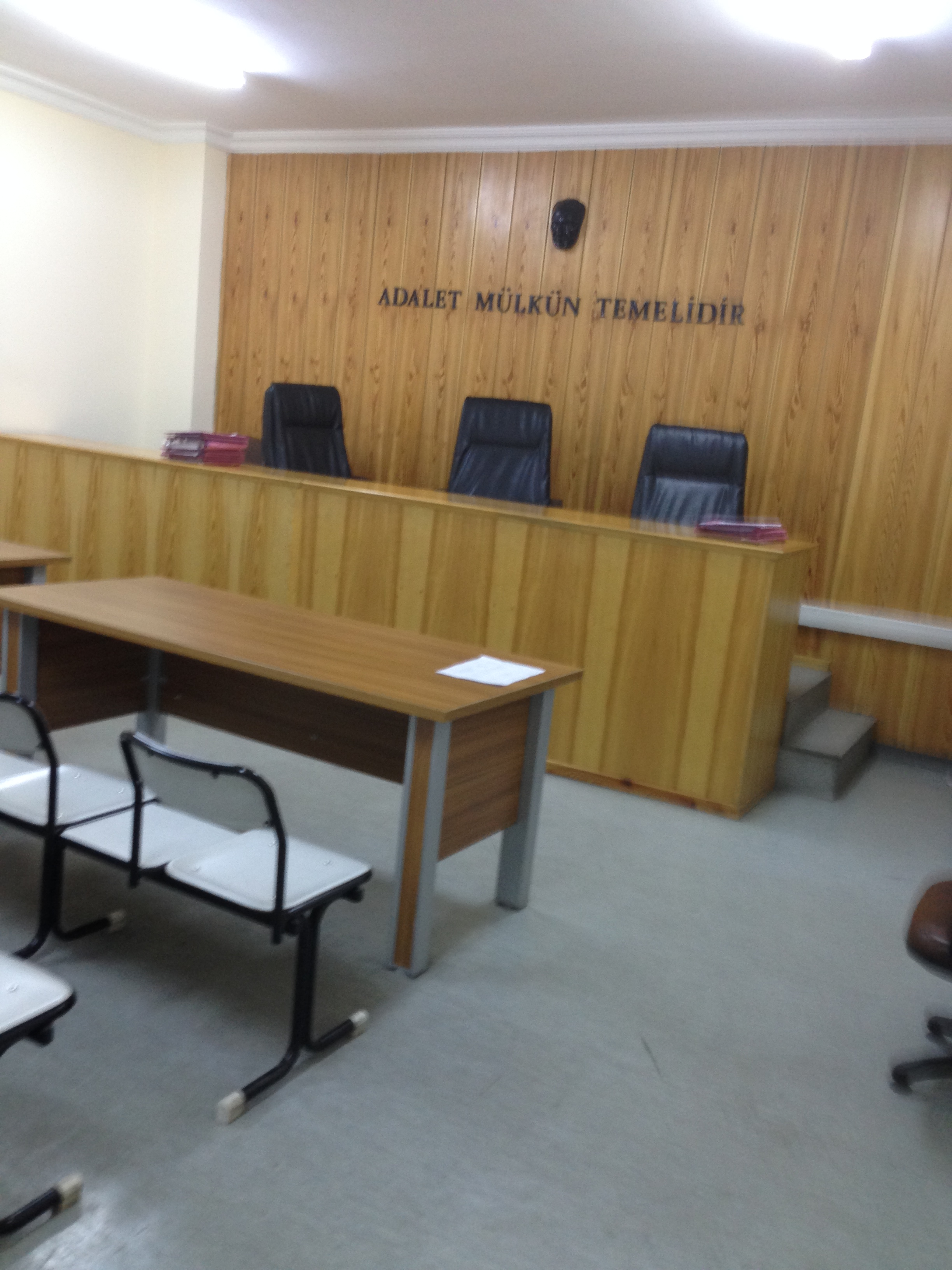
Обычный зал судебного заседания в турецком суде

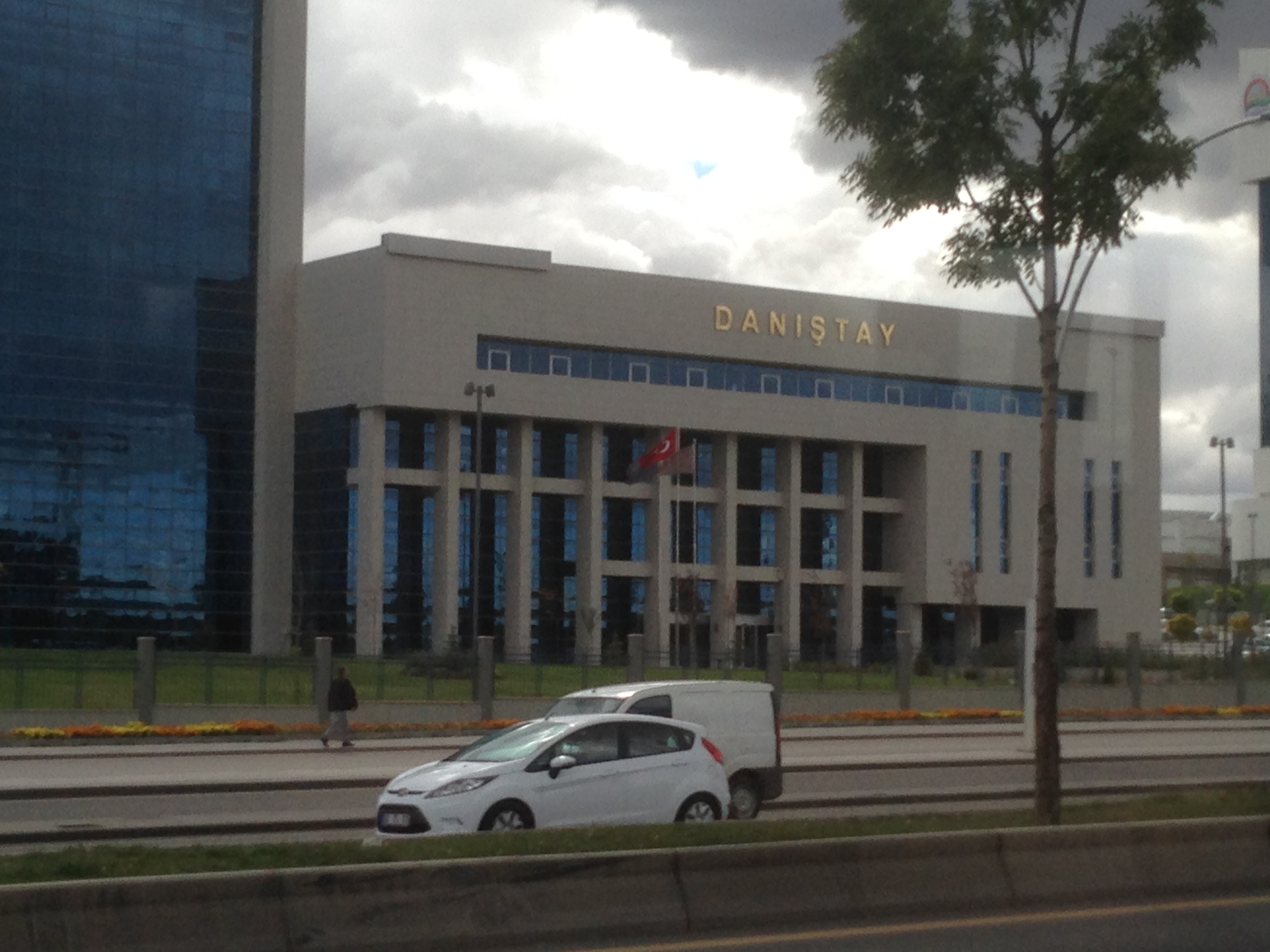
Даныштай — последняя инстанция для рассмотрения решений и судебных решений, вынесенных административными судами и которые не отнесенным законом к другим административным судам.

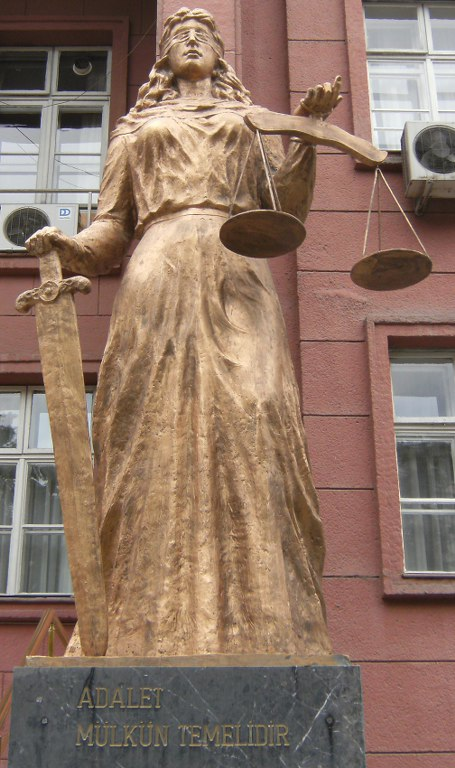
Статуя справедливости перед верховным судом Яргытай- Yargıtay на улице Кызылай в Анкаре

## История
В 1874 году Блистательной Портой издан «Регламент, касающийся иностранцев, желающих заниматься адвокатурой при общих гражданских, принадлежащих к Ahkiam adlie судах».
Таким образом, сначала адвокатура в Османской империи была создана для помощи иностранцам".
13 января 1876 года считается днем рождения национальной адвокатуры Турции, связан с принятием отдельного регламента об адвокатуре, адвокат вводился и для граждан империи.
Адвокатура Портой вводилась по-европейски. Адвокаты разделяются на три разряда: одни могут выступать перед всеми судами, другие перед судами первой и второй инстанции, а третьи только перед судами первой инстанции. Здесь прослеживается схожесть с адвокатурой Англии (барристеры — адвокаты более высокого ранга, солиситоры) с более высокой градацией.

## Закон об организации адвокатуры в Турции
Адвокатскую деятельность Турции регулирует закон № 1136 «Об адвокатуре» из 13 глав.
Сущностный характер адвоката и адвокатуры раскрывает первая глава Закона № 1136 (статьи 1-2). Она подразумевает за адвокатурой одновременно статус государственной службы и независимой профессии. Формулировка «адвокат обладает статусом государственной службы» имеет историю с первого «Закон об адвокатуре» № 3499.

## Адвокатский гонорар
Вопросы адвокатского гонорара урегулированы в ст. 164 Закона «Об адвокатской деятельности». Гонорар адвоката всегда представляет собой денежное вознаграждение. В Турции существует так называемый минимальный тариф на услуги адвоката — это минимальный процент от суммы иска, определяющий размер гонорара. Адвокат не вправе договариваться с доверителем о более низком вознаграждении. Закон содержит весьма подробную сетку минимальных тарифов в зависимости от рода адвокатских услуг. Общее правило: чем выше сумма иска, тем ниже процент, определяющий минимальный гонорар. К примеру, если сумма иска равняется 100 000 евро, то минимальный гонорар адвоката составит 11 280 евро. Минимальный гонорар не зависит от успешного завершения процесса и выплачивается по окончании работы адвоката. Максимальный гонорар может составлять до 25 процентов от суммы иска.
Закон предоставляет адвокатам право на заключение pactum de quota litis, то есть предусматривает возможность договориться с клиентом о так называемом гонораре успеха. При этом должны быть соблюдены следующие требования: гонорар — не меньше законодательно установленного минимального тарифа на адвокатские услуги; гонорар не превышает 25 процентов от суммы иска и выплачивается в денежной форме.

## Особенности судопроизводства и системы исполнения наказаний
Отличительной чертой между турецким и российским судом является также, то, что на стадии следствия в России много дел прекращается. У адвокатов это называется разрушить дело, то есть прекратить его на стадии следствия. Если адвокат приступает к делу с первого дня и видит, что никаких доказательств нет, то возможно, он сможет «сломать» его. В Турции, этого делать нельзя, дело можно прекратить только в суде.
Количество заключённых на 100,000 жителей в Турции в два раза меньше чем в России и составляет 212 человек (2015) . В России количество заключенных на 100,000 жителей составляет 463 человека, что меньше чем в 2006 (611 человек).

Адвокат в Турции — элемент судебной системы, представляет независимую защиту (Статья 1 Закона об Адвокатуре Турецкой республики). Эта формулировка была введена законом № 4667 в 2001 году, утвердила адвокатскую монополию.